# Кощуг, Сергей Иванович
Сергей Иванович Кощуг (18 октября 1967, Кишинёв, Молдавская ССР, СССР) — советский, молдавский и российский футболист, игрок в мини-футбол. Более всего известен выступлениями за московские клубы «Дина» и КСМ-24, а также сборные СССР, СНГ и России по мини-футболу. После завершения игровой карьеры перешёл на тренерскую работу.

## Биография
Обучался футболу в кишиневском спортинтернате, где партнером был Игорь Добровольский.
В 1985 году Кощуг дебютировал в большом футболе в клубе 2-й лиги «Заря» (Бельцы). Уже на следующий год его взял на «армейскую службу» к себе кишиневский «Нистру». Однако в ведущем клубе Молдавской ССР юному футболисту закрепиться не удалось и уже в 1987 году он играл за «Текстильщик» (Тирасполь).
В 1989 году провел 3 игры за клуб Тигина-РШВСМ, а в 1990 году играл за «Знамя» (Арзамас).
В 1991 году принял участие в первом чемпионате СССР по мини-футболу в составе кишинёвской «Валеологии». Сергей был готов продолжать выступления за кишиневцев в мини-футболе, однако из-за распада СССР «Валеология» потеряла возможность играть в крупных турнирах. В свою очередь, уверенную и эффективную игру Кощуга отметил президент московской «Дины» Сергей Козлов, который и предложил футболисту переехать в Москву.
В «Дине» Кощуг провёл четыре сезона, за которые четырежды выиграл титул чемпиона страны и дважды кубок России. А в 1995 году благодаря его голу в финале турнира «Дина» выиграла Турнир европейских чемпионов.
Сергей Кощуг принял участие во всех 11 матчах в истории сборных СССР и СНГ по мини-футболу. А в составе сборной России он принял участие в чемпионате мира 1992 года, отметившись на нём забитым голом в ворота сборной Китая. В 1994 году Сергей играл в студенческой сборной страны на студенческом чемпионате мира и помог своей сборной стать чемпионом.
В 1995 году Кощуг покинул «Дину» и перешёл в другой московский клуб КСМ-24. В нём он играл три сезона. А в сезоне 1999/00 Сергей был игроком ЦСКА.
После завершения игровой карьеры Кощуг перешёл на тренерскую работу. Был главным тренером молдавского мини-футбольного клуба «Рапид», работал с основной и молодёжной сборной Молдавии.

## Достижения
- Победитель студенческого чемпионата мира по мини-футболу 1994
- Победитель Турнира Европейских Чемпионов по мини-футболу 1995
- Чемпион СНГ по мини-футболу 1992
- Чемпион России по мини-футболу (3): 1992/93, 1993/94, 1994/95
- Обладатель Кубка России по мини-футболу (2): 1992, 1993
- Обладатель Кубка Высшей лиги по мини-футболу (3): 1993, 1995, 1997